# Puya larae
Puya larae är en gräsväxtart som beskrevs av Roberto Vásquez och Pierre Leonhard Ibisch. Puya larae ingår i släktet Puya och familjen Bromeliaceae.
Artens utbredningsområde är Bolivia. Inga underarter finns listade i Catalogue of Life.